# Dwuczynnikowa teoria emocji
Stworzona przez Stanleya Schachtera teoria, która opisuje w jaki sposób dochodzi w umyśle człowieka do poznania i zrozumienia własnych emocji. 
W powszechnym przekonaniu emocje jawią się nam "po prostu" w introspekcji. Doznajemy na przykład radości lub gniewu, bo są to "naturalne" reakcje na pewne powszechne sytuacje. Jak jednak dochodzi do tego, że te emocje przeżywamy? Na to pytanie odpowiedział jeden z najsłynniejszych eksperymentów w psychologii przeprowadzony przez Schachtera i Jerome Singera. Jego wyniki były zupełnie nieoczekiwane i potwierdziły zasadność dwuczynnikowej teorii emocji.

## Opis eksperymentu
Badacze podzielili grupę osób na dwie części - Grupę 1 i Grupę 2. Wszystkim osobom wstrzyknięto następnie adrenalinę, która wywołuje m.in. takie skutki jak uczucie pobudzenia, kołatanie serca, pocenie się, podniesienie ciepłoty ciała. Następnie Grupie 1 powiedziano, że wstrzyknięto im epinefrynę (adrenalinę) i wywoła ona takie skutki jak uczucie podniecenia itd. Grupę 2 okłamano, że wstrzyknięto im preparat witaminowy, który nie wywołuje żadnych odczuwalnych skutków. Osoby badane były przekonane, że teraz nastąpi następna faza eksperymentu, w którym będą badane ewentualne zmiany w ich spostrzeganiu pod wpływem otrzymanego środka. W przerwie między tymi dwoma fazami eksperymentu badani dostawali jednak do wypełnienia kwestionariusze, rzekomo zupełnie nie związane z "prawdziwym" eksperymentem nad spostrzeganiem. Kwestionariusze te były dwojakiego rodzaju. Kwestionariusz A (agresywny) zawierał obraźliwe pytania (np. "Z iloma mężczyznami oprócz ojca sypia twoja matka"). Kwestionariusz B zawierał pytania zabawne. Badani wypełniali te kwestionariusze w poczekalni, gdzie siedziała już inna osoba badana, wypełniająca ten sam kwestionariusz. W rzeczywistości był to jednak podstawiony przez badaczy aktor, który miał udawać, że podczas czytania wpada w złość (Kwestionariusz A) lub radość (Kwestionariusz B).
Okazało się, że emocje, które przeżywali badani w tych sytuacjach były bardzo różne. Badani, którzy byli przekonani, że wstrzyknięto im obojętny środek (czyli ci, którzy nie wiedzieli dlaczego kołacze im serce i czują podniecenie) wpadali w złość lub radość w zależności od tego, który kwestionariusz czytali obok aktora. Badani, którym powiedziano, że epinefryna wywołuje uczucie pobudzenia nie "zarażali się" żadną emocją - wypełniali kwestionariusz spokojnie od początku do końca.

## Interpretacja
Emocje zależne były od tego, czy badany czuł podniecenie na poziomie fizjologicznym (pierwszy czynnik) oraz od tego jak je sobie wytłumaczył (drugi czynnik). Jeśli był przekonany, że przyczyną pobudzenia jest wstrzyknięcie epinefryny, to nie "zarażał się" emocją aktora ani nie reagował impulsywnie na pytania kwestionariusza. Jeśli jednak czuł podniecenie i nie wiedział, skąd się ono bierze (Grupa 2), to zastanawiał się Dlaczego jestem podniecony, co ja czuję? i zaczynał przeżywać taką emocję, jaką mu sugerowała (podpowiadała) sytuacja.
Schachter w swojej teorii twierdzi, że aby człowiek poczuł emocje, muszą być spełnione dwa warunki (właśnie: dwa czynniki powstawania emocji). Po pierwsze musi uświadomić sobie, że jest pobudzony. Po drugie musi w pewien sposób zinterpretować swoje pobudzenie. Bardzo często ludzie interpretują swoje pobudzenie zwracając uwagę na to w jakiej znajdują się sytuacji. Jakość przeżywanej emocji zależna jest więc od interpretacji a nie pobudzenia fizjologicznego, które jest niespecyficzne i podobne dla każdej emocji. 
Ponieważ ludzie mogą źle oceniać czynnik, który wpływa na wywołanie ich pobudzenia fizjologicznego (jak pokazano w powyższym eksperymencie - badani, którzy nie wiedzieli dlaczego są pobudzeni myśleli, że to np. dlatego, iż przeczytali obraźliwe pytania, a ci którzy wiedzieli, że wstrzyknięto im "hormon walki" nie czuli gniewu), to możliwe jest tak zwane błędne określenie przyczyn pobudzenia - zjawisko, w którym rzeczywistym źródłem emocji jest na przykład bodziec groźny, a człowiek myśli, że erotyczny i jest przekonany, że czuje podniecenie seksualne, a nie lęk. Tak będzie np. wtedy, gdy celuje do mnie z pistoletu piękna kobieta. Podobne zjawiska rzeczywiście wykryto (patrz eksperyment Donalda Duttona i Arthura Arona).